# 盜壘失敗

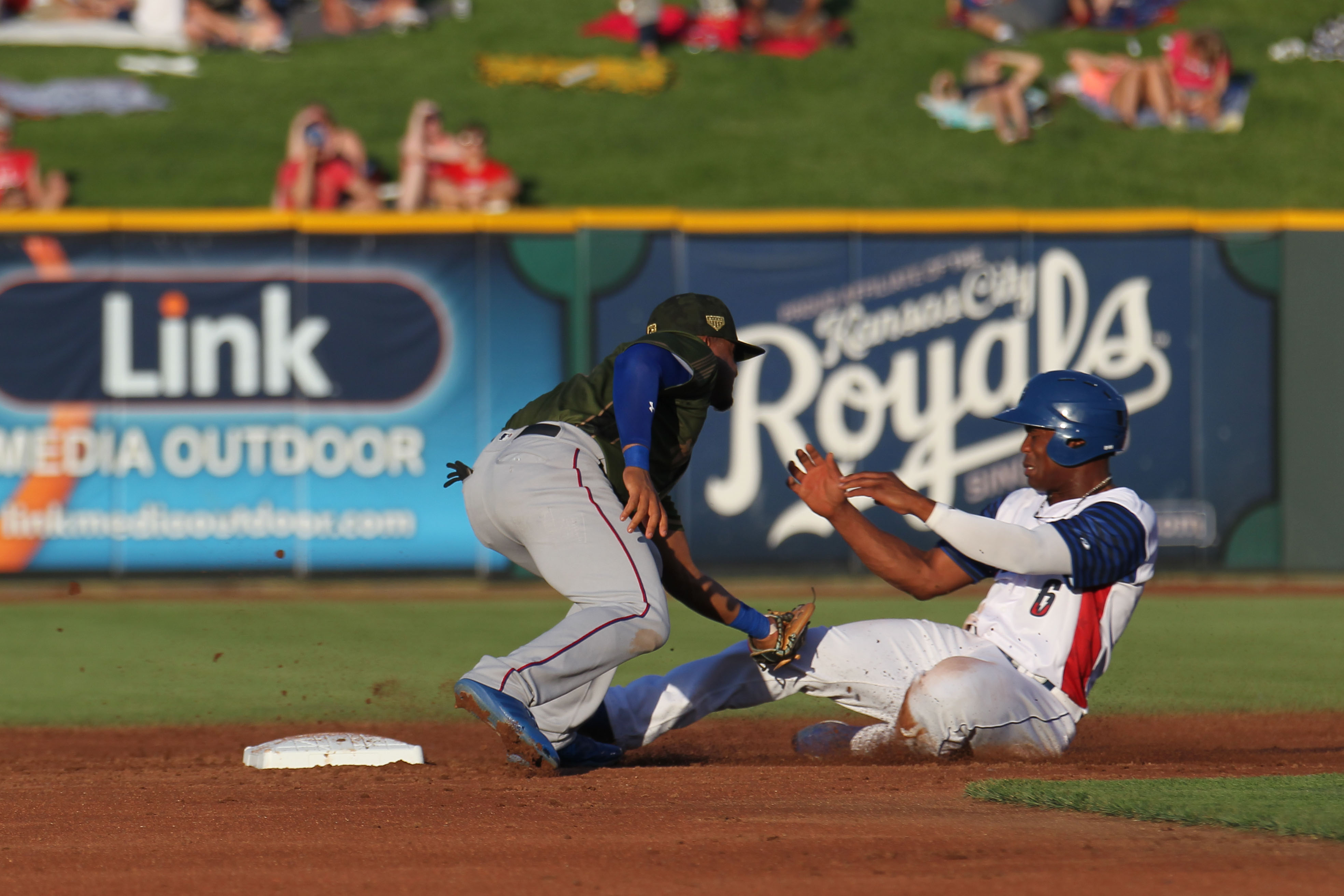
一名跑垒员（右）盗垒被抓

在棒球比赛中，当跑垒员试图在击球员尚未击球的情况下从当前垒包前进到下一个垒包时被防守方触杀出局时，跑者会被判定为“盗垒失败”或“盗垒被抓”，记一次盗垒失败，跑垒员被淘汰出局。盗垒被抓不能算在刚成为跑垒员的击球员身上。在棒球统计中，被抓盗垒用CS（Caught Stealing）表示。夹杀也可以造成跑垒员盗垒失败出局。
美国职业棒球大联盟(MLB) 于1951年开始记录盗垒数据。 大联盟官方规则规定，在下列情况下，将被记为一次盗垒失败：
- 一名跑垒员试图盗垒，被触杀出局；
- 跑垒员在盗垒过程中夹杀并被触杀出局；
- 因为守场员在接球时存在失误而错失本应该是触杀的机会而造成试图盗垒的跑垒员安全进垒，亦视为跑垒员盗垒失败。[2]

瑞基·亨德森是美国职业棒球大联盟历史上被抓盗垒次数最多的球员 (335次)。现役领先者是埃尔维斯·安德鲁斯，被抓111次。 

## 牵制出局
当跑垒员离垒时，投手（或捕手）可以快速将球传给守卫该垒的外野手，导致跑垒员被触杀出局，这就称为“跑垒员被牵制出局”。在这种情况下，跑垒员不被视为被抓到盗垒。然而，如果在比赛过程中，跑垒员做出向下一个垒任何佯攻或移动的动作，那么该跑垒员也会被算作被抓盗垒，即使他试图回到他之前所占的垒包。

## 暴投和漏接球
如果一个跑者在没有试图前进到下一垒之前一直待在原垒，直到出现暴投或捕手漏接之后才试图前进到下一垒时被出局，则这个跑者不算被抓盗垒。跑垒员会被算为野手选择而出局，并且暴投或漏接球不会记在投手或接球手身上。

## 记录
瑞基·亨德森是MLB史上盗垒王，总共盗垒1406次，并保持着大联盟和美国联盟被抓盗垒数量的记录。亨德森职业生涯共被抓到盗垒335次，其中包括在美国联盟创纪录的293次。卢·布罗克位列历史盗垒榜第二位，并以938次盗垒保持着国家联盟职业生涯盗垒记录，同时还保持着国家联盟被抓盗垒次数的记录，共被抓到307 次盗垒。
亨德森还保持着大联盟和美国联盟单赛季被抓盗贼的记录。 1982 年，他被罚出场 42 次，同时他也以130次盗垒创创下了20世纪后盗垒最高单赛季记录。（休·尼科尔在1887年为美国协会的辛辛那提红袜队效力时，以138次盗垒创造了有史以来的单赛季盗垒记录）米勒·哈金斯在1914年创造了国家联盟单赛季盗垒被抓记录，那一年他被淘汰出局 36 次、但他仍成功盗垒32次。
这场比赛发生在1986年6月27日旧金山巨人队对阵辛辛那提红人队，旧金山巨人队的罗比汤普森是美国职业棒球大联盟历史上第一位在一场比赛中被抓到四次盗垒的球员。